# 安東尼·亞歷山德里尼
安東尼·亞歷山德里尼（英語：Anthony Alessandrini，1921年8月28日—1985年9月23日），以藝名東尼·阿列斯（Tony Aless）著稱，是一名美國爵士鋼琴家、編曲、作曲家和音樂家。

## 外部連結
- 安東尼·亞歷山德里尼在 Allmusic 上的頁面